# Санто Марино (Римини)
Санто Марино је насеље у Италији у округу Римини, региону Емилија-Ромања.
Према процени из 2011. у насељу је живело 767 становника. Насеље се налази на надморској висини од 83 м.